# Ban (message public)
Un ban (message public) qualifiait toute espèce de cri impératif, diffusant un message d'un centre de commandement d'ordre public ou militaire, destiné à la proclamation d'un édit, d'un statut, d'un jugement. Le terme francique dont il dérive désigne une parole sérieuse, publique, ayant force de loi. Le refus d'obtempérer ou la non-observance entraîne une sanction. Les bans étaient diffusés par le crieur public sur la place de la ville ou du village, et par le curé dans l'église.
- - « Ouvrez le ban ! », cri impératif d'un militaire ou d'un garde-champêtre, qui marque le début d'une cérémonie militaire ou d'un hommage de guerre. Cet appel est immédiatement suivi d'une sonnerie adaptée au clairon, ou à défaut, à la trompette.
  - « Fermez le ban ! », cri impératif d'un militaire ou d'un garde-champêtre, qui marque la fin de cette même cérémonie militaire ou cet hommage de guerre.

Une bannie est une publication officielle en forme de ban, faite généralement par un crieur public juché sur un piédestal.

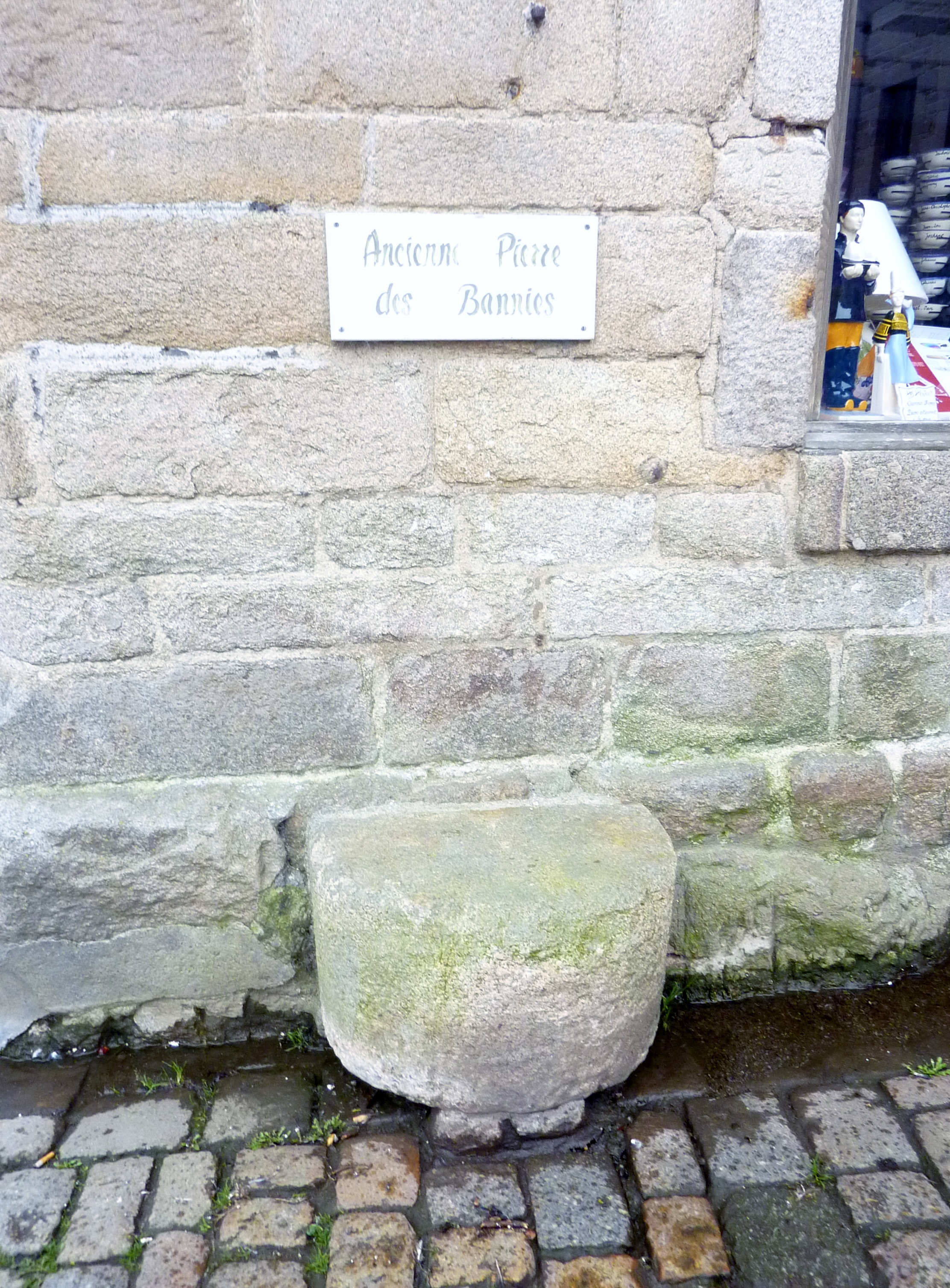
Ancienne pierre des bannies à Quintin (Côtes-d'Armor).